# 파키스탄의 국장

파키스탄의 국장

파키스탄의 국장은 1954년에 제정되었다.
국장 위쪽에는 초록색 초승달과 별이 그려져 있으며 국장 가운데에 있는 방패 안에는 파키스탄의 주요 생산물인 목화, 황마, 차, 밀이 네 개로 나뉜 작은 공간 안에 그려져 있다. 초승달과 별, 초록색은 파키스탄의 종교인 이슬람교의 상징이다.
국장 양쪽을 파키스탄의 국화인 수선화 화환이 감싸고 있으며 국장 아래쪽에 있는 두루마리에는 무하마드 알리 진나가 제정한 파키스탄의 나라 표어인 "신뢰, 단결, 훈련"("ایمان ، اتحاد ، نظم", "Iman, Ittehad, Tanzeem")이라는 문구가 우르두어로 쓰여져 있다. 수선화는 파키스탄에 남아 있는 무굴 제국의 문화 유산을 의미한다.

## 역대 파키스탄의 국장

파키스탄의 국장 (1947년 ~ 1955년)

## 같이 보기
- 파키스탄의 국기